# Cessna CitationJet
De Cessna 525 CitationJet is een Amerikaans licht zakenvliegtuig, ontwikkeld door Cessna Aircraft Company en voortgedreven door twee Williams FJ44-1A-turbofans. Het model is de opvolger van de Citation I. De CitationJet vloog voor het eerste op 29 april 1991. Totaal zijn er sinds 1991, inclusief alle varianten, 2000 stuks van verkocht.

## Ontwikkeling
In 1985 stopte Cessna met de Citation I vanwege het steeds duurder worden van de toegepaste Pratt & Whitney JT15D-1-motoren. Cessna realiseerde zich echter dat er nog steeds een markt was, naast de duurdere high-end Citation II, voor een goedkopere, lichtere en eenvoudig te vliegen twin-turbofan die geschikt was voor korte landingsbanen. Dit leidde tot de ontwikkeling van de 525 CitationJet met de voordeligere Williams-turbofans. De CitationJet-romp is ontwikkeld uit de voorkant van een Citation II-romp met de toevoeging van een T-staart, de vleugels zijn geheel nieuw ontworpen.

## Varianten

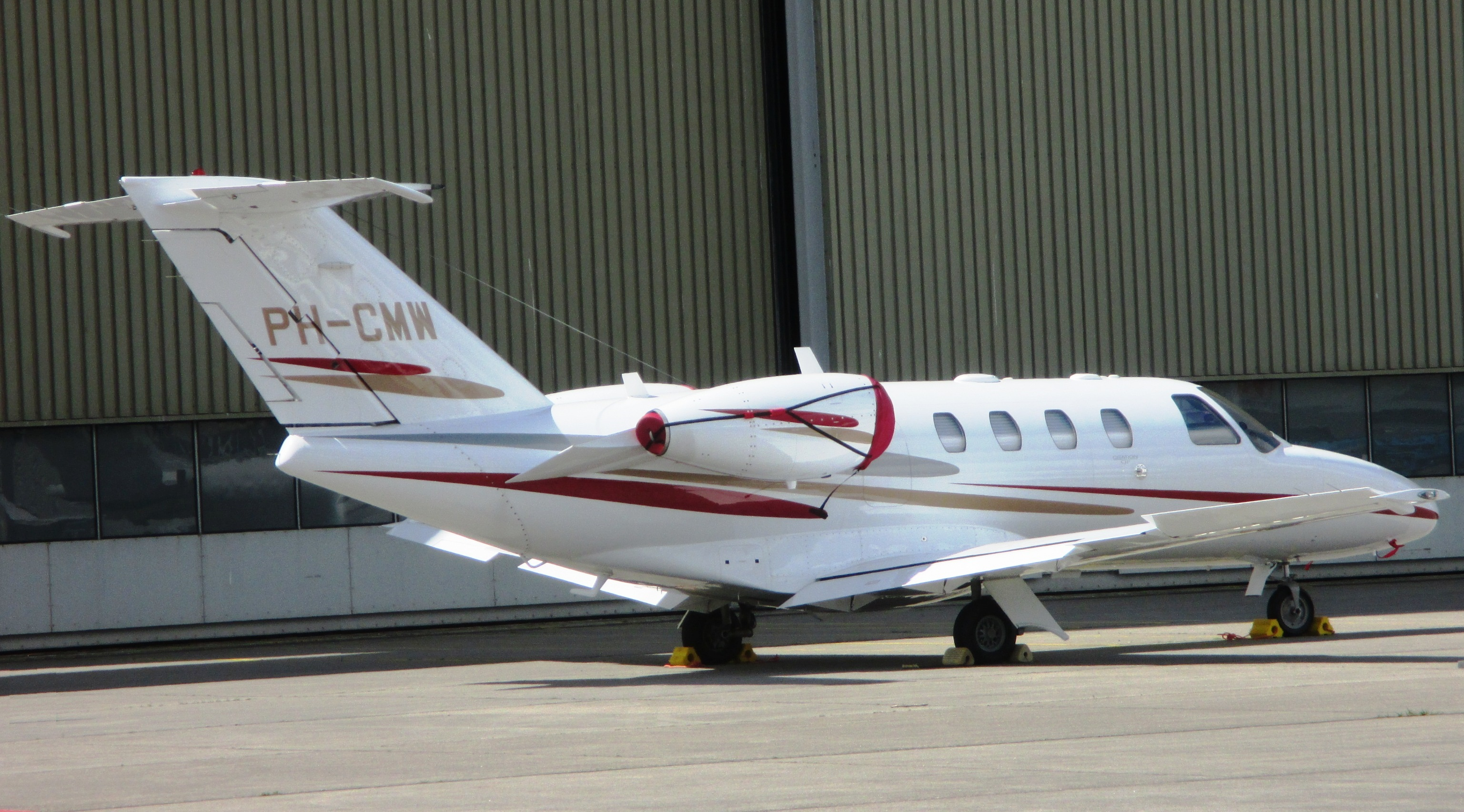
Cessna CitationJet CJ1+ met 2 x Williams FJ44-1AP turbofans en vier ramen. Schiphol Oost, april 2023

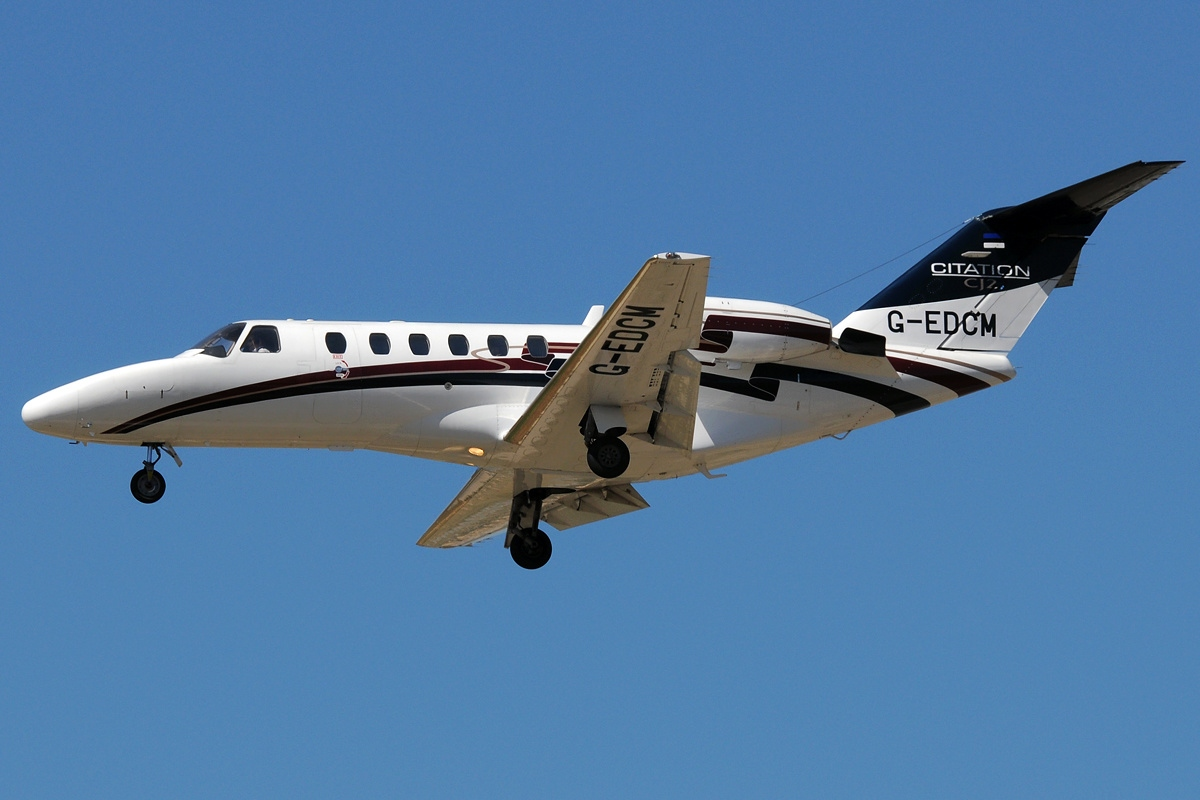
Cessna CitationJet CJ2

CitationJet
Originele versie met Williams FJ44-1A-motoren. Werd verkocht als CitationJet.
CitationJet CJ1/M2
Williams FJ44-1A-motoren en verbeterde avionics. Werd verkocht als CitationJet CJ1 en later als Citation M2.
CitationJet CJ2
1,5 meter verlengde CJ1 met krachtiger Williams FJ44-2C-motoren. Geschikt voor 9 passagiers.
CitationJet CJ3
Verlengde CJ2 met Williams FJ44-3A-turbofanmotoren en extern toegankelijke bagageruimte.
CitationJet CJ4
Met een 16,26 meter lange romp de grootste CitationJet, geschikt voor 10 passagiers. Williams FJ44-4A-turbofans.

## Vergelijkbare vliegtuigen
- Pilatus PC-24
- Embraer Phenom 100
- Learjet 70/75